# Erzbistum Campo Grande
Das Erzbistum Campo Grande (lat.: Archidioecesis Campi Grandis, port.: Arquidiocese de Campo Grande) ist eine in Brasilien gelegene römisch-katholische Erzdiözese mit Sitz in Campo Grande im Bundesstaat Mato Grosso do Sul.

## Geschichte
Das Bistum Campo Grande wurde am 15. Juni 1957 durch Papst Pius XII. aus Gebietsabtretungen des Bistums Corumbá und der Territorialprälatur Registro do Araguaia errichtet und dem Erzbistum Cuiabá als Suffraganbistum unterstellt. Am 3. Januar 1978 gab das Bistum Campo Grande Teile seines Territoriums zur Gründung des Bistums Três Lagoas und der Territorialprälatur Coxim ab. Am 27. November 1978 wurde das Bistum Campo Grande zum Erzbistum erhoben.

## Bischöfe von Campo Grande

### Bischöfe
- Antônio Barbosa SDB, 1958–1978

### Erzbischöfe
- Antônio Barbosa SDB, 1978–1986
- Vitório Pavanello SDB, 1986–2011
- Dimas Lara Barbosa, seit 2011